# Comité national olympique de Thaïlande
Cette page contient des caractères thaïs. En cas de problème, consultez Aide:Unicode ou testez votre navigateur.
Le Comité national olympique thaïlandais (National Olympic Comitee of Thailand - NOCT en anglais ou คณะกรรมการโอลิมปิคแห่งประเทศไทย ในพระบรมราชูปถัมภ์ en thaïlandais) est l'institution qui coordonne les activités olympiques en Thaïlande.
Cette organisation a été fondée le 20 juin 1948 à Bangkok et a été reconnue par le Comité international olympique le 15 mai 1950. Elle est actuellement présidée par le général Yuthasak Sasiprapha.